# Heriaeus algericus
Heriaeus algericus là một loài nhện trong họ Thomisidae.
Loài này thuộc chi Heriaeus. Heriaeus algericus được miêu tả năm 1983 bởi Loerbroks.